# Horka u Staré Paky
Horka u Staré Paky è un comune della Repubblica Ceca facente parte del distretto di Semily, nella regione di Liberec.